# Joe Huff
Joe Huff (ur. 21 marca 1906 roku w Wayne, zm. 21 sierpnia 1971 roku w Indianapolis) – amerykański kierowca wyścigowy.

## Kariera
W swojej karierze Huff startował głównie w Stanach Zjednoczonych w mistrzostwach AAA Championship Car oraz towarzyszącym mistrzostwom słynnym wyścigu Indianapolis 500, będącym w latach 1923-1930 jednym z wyścigów Grandes Épreuves. W drugim sezonie startów, w 1931 roku w wyścigu Indianapolis 500 dojechał do mety na szesnastej pozycji. Rok później w mistrzostwach AAA uzbierane 35,8 punktu dało mu 24 miejsce w końcowej klasyfikacji kierowców, a w Indy 500 był dziesiąty.